# Comarca Plasencia
Die Comarca Plasencia ist eine der zehn Comarcas in der Provinz Cáceres.
Die im Nordosten der Provinz gelegene Comarca umfasst 33 Gemeinden auf einer Fläche von 2.241,48 km².

## Gemeinden
| Gemeinde                 | Einwohner (2024) | Fläche km² | Dichte Einw./km² | Cod INE | Postleitzahl        |
| ------------------------ | ---------------- | ---------- | ---------------- | ------- | ------------------- |
| Aceituna                 | 581              | 40,08      | 14               | 10005   | 10666               |
| Alagón del Río           | 909              | 13,73      | 66               | 10903   | 10690               |
| Aldehuela de Jerte       | 352              | 11,76      | 30               | 10016   | 10671               |
| Arroyomolinos de la Vera | 426              | 23,19      | 18               | 10022   | 10410               |
| Barrado                  | 382              | 21,29      | 18               | 10025   | 10696               |
| Cabezabellosa            | 335              | 33,56      | 10               | 10034   | 10729               |
| Cabezuela del Valle      | 2.127            | 56,57      | 38               | 10035   | 10610               |
| Cabrero                  | 349              | 6,63       | 53               | 10036   | 10616               |
| Carcaboso                | 1.069            | 20,30      | 53               | 10047   | 10670               |
| Casas del Castañar       | 578              | 24,63      | 23               | 10054   | 10616               |
| Galisteo                 | 835              | 65,79      | 13               | 10076   | 10691               |
| Gargüera de la Vera      | 182              | 51,60      | 4                | 10081   | 10696               |
| Jerte                    | 1.200            | 58,95      | 20               | 10107   | 10612               |
| Malpartida de Plasencia  | 4.673            | 372,65     | 13               | 10116   | 10680               |
| Mirabel                  | 632              | 49,30      | 13               | 10123   | 10540               |
| Montehermoso             | 5.586            | 96,45      | 58               | 10127   | 10810               |
| Navaconcejo              | 2.044            | 51,40      | 40               | 10130   | 10613               |
| Oliva de Plasencia       | 292              | 88,73      | 3                | 10136   | 10667               |
| Pasarón de la Vera       | 592              | 38,97      | 15               | 10138   | 10411               |
| Piornal                  | 1.454            | 36,39      | 40               | 10147   | 10615               |
| Plasencia                | 39.829           | 217,94     | 183              | 10148   | 10600, 10671, 10690 |
| Rebollar                 | 196              | 11,51      | 17               | 10154   | 10617               |
| Santa Cruz de Paniagua   | 286              | 83,81      | 3                | 10167   | 10661               |
| Santibáñez el Bajo       | 710              | 46,15      | 15               | 10172   | 10666               |
| Serradilla               | 1.482            | 259,19     | 6                | 10175   | 10530               |
| Tejeda de Tiétar         | 766              | 52,83      | 14               | 10181   | 10420               |
| Tornavacas               | 991              | 76,60      | 13               | 10183   | 10611               |
| El Torno                 | 833              | 22,26      | 37               | 10184   | 10617               |
| Torrejón el Rubio        | 535              | 221,88     | 2                | 10190   | 10694               |
| Torremenga               | 616              | 12,15      | 51               | 10191   | 10413               |
| Valdastillas             | 319              | 8,10       | 39               | 10196   | 10614               |
| Valdeobispo              | 610              | 42,10      | 14               | 10202   | 10672               |
| Villar de Plasencia      | 231              | 24,99      | 9                | 10214   | 10720               |
| Comarca Plasencia        | 72.002           | 2.241,48   | 32               | –       | –                   |

## Nachweise
1. ↑  Instituto Nacional de Estadística Municipal Register of Spain
2. ↑  FUENTE: Ministerio de Agricultura, Pesca y Alimentación